# 45 (число)
45 (сорок пять) — натуральное число, расположенное между числами 44 и 46.

## В математике
Нечётное двузначное число.
- Квадрат этого числа — 2025
- Злое число
- Составное число
- 9-е треугольное число
- 5-е шестиугольное число
- 245 = 35184372088832
- Число харшад[1] — число, которое делится нацело на сумму своих десятичных цифр
- Наименьшее число n, такое, что 1+2+3+4...+а=n , где а — сумма цифр числа n

## В науке
- Атомный номер родия

## В музыке
- 45 — название музыкального альбома, выпущенного группой Кино.
- Грампластинки на 45 оборотов в минуту, в отличие от долгоиграющих на 33,33 об/мин и патефонных на 78 об/мин.

## В литературе, искусстве, кинематографе
- Сорок пять — исторический роман Александра Дюма-отца и несколько экранизаций данного романа.
- 45 градусов в тени — «колониальный» роман Жоржа Сименона.
- 45-й калибр (фильм)
- В квадрате 45 (фильм)

## В других областях
- 45 год; 45 год до н. э., 1945 год
- ASCII-код символа «-»
- 45 — Код субъекта Российской Федерации и Код ГИБДД-ГАИ Курганской области
- В возрасте 45 лет граждане России в последний раз меняют паспорт.
- Сорок пять — баба ягодка опять (поговорка).
- Спортлото 6 из 45